# Website gây sốc
Website gây sốc hay website máu me là một loại website được tạo ra nhằm mục đích gây khó chịu hoặc ám ảnh cho người xem, mặc dù chúng cũng có thể chứa yếu tố mang tính hài hước hoặc kích thích tình dục (ở một số người xem). Nội dung của các website này thường mang tính gây sốc cao, có thể liên quan đến thể loại khiêu dâm; tục tĩu; phân biệt chủng tộc; phân biệt giới tính; đồ họa bạo lực; xúc phạm; thô tục hoặc khiêu khích, trong đó có bao gồm các hành vi như chặt đầu; hành quyết, điện giật; tự sát; giết người; ném đá; chết cháy; chết đuối; tai nạn giao thông; chiến tranh; hãm hiếp; hoại tử; cắt bộ phận sinh dục và các tội phạm tình dục khác. Một số website gây sốc sẽ hiển thị một hình ảnh hoặc hoạt ảnh, video clip được phát tán qua email hoặc được ngụy trang dưới dạng đường dẫn bình thường như một trò chơi khăm.
Các website gây sốc đã tạo ra được tiểu văn hóa cho riêng họ, thậm chí một số còn trở thành meme nổi tiếng trên Internet. Đáng chú ý nhất có thể kể đến như video gây sốc có tiêu đề 2 Girls 1 Cup ra mắt vào năm 2007 đã nhanh chóng trở thành hiện tượng Internet, với nhiều video thể hiện phản ứng, nhận xét và nhại lại được đăng tải rộng rãi trên các nền tảng lưu trữ video như YouTube.